# Quận Arapahoe, Colorado
Quận Arapahoe quận đông dân thứ ba trong số 64 quận của tiểu bang Colorado của Hoa Kỳ. Cục điều tra dân số Hoa Kỳ ước tính rằng dân số quận là 544.282 người vào năm 2008, tăng 10,09% kể từ khi Cuộc điều tra dân số năm 2000 của Cục điều tra dân số Hoa Kỳ. Littleton quận lỵ và thành phố đông dân nhất là Aurora. Quận Arapahoe là một phần của đô thị Khu vực thống kê Denver-Aurora-Boulder.
Theo Cục Điều tra Dân số Hoa Kỳ, quận có tổng diện tích 805 dặm vuông (2,084.9 km²), trong đó 803 dặm vuông (2,079.8 km²) là đất và 2 dặm vuông (5,2 km²) (0,28%) là nước. Khoảng cách là 72 dặm Anh (116 km) về phía đông đến phía tây và 4 đến 12 dặm (6 đến 19 km) về phía nam tới phía bắc.
Hai khu vực đất nằm lọt vào đơn vị hành chính khác của quận Arapahoe vẫn hoàn toàn bị bao quanh bởi các thành phố và quận Denver. Thành phố Glendale có một khu vực đất quận này nằm lọt vào trong.

## Các quận lân cận
- Thành phố và quận Denver - Tây Bắc và nằm lọt vào trong
- Quận Adams - phía bắc
- Quận Washington - đông
- Quận Lincoln - đông nam
- Quận Elbert - Nam
- Quận Douglas - Tây Nam
- Quận Jefferson - Tây